# Impatiens pseudoviola
Impatiens pseudoviola är en balsaminväxtart som beskrevs av Ernest Friedrich Gilg. Impatiens pseudoviola ingår i släktet balsaminer, och familjen balsaminväxter. Inga underarter finns listade i Catalogue of Life.

## Bildgalleri

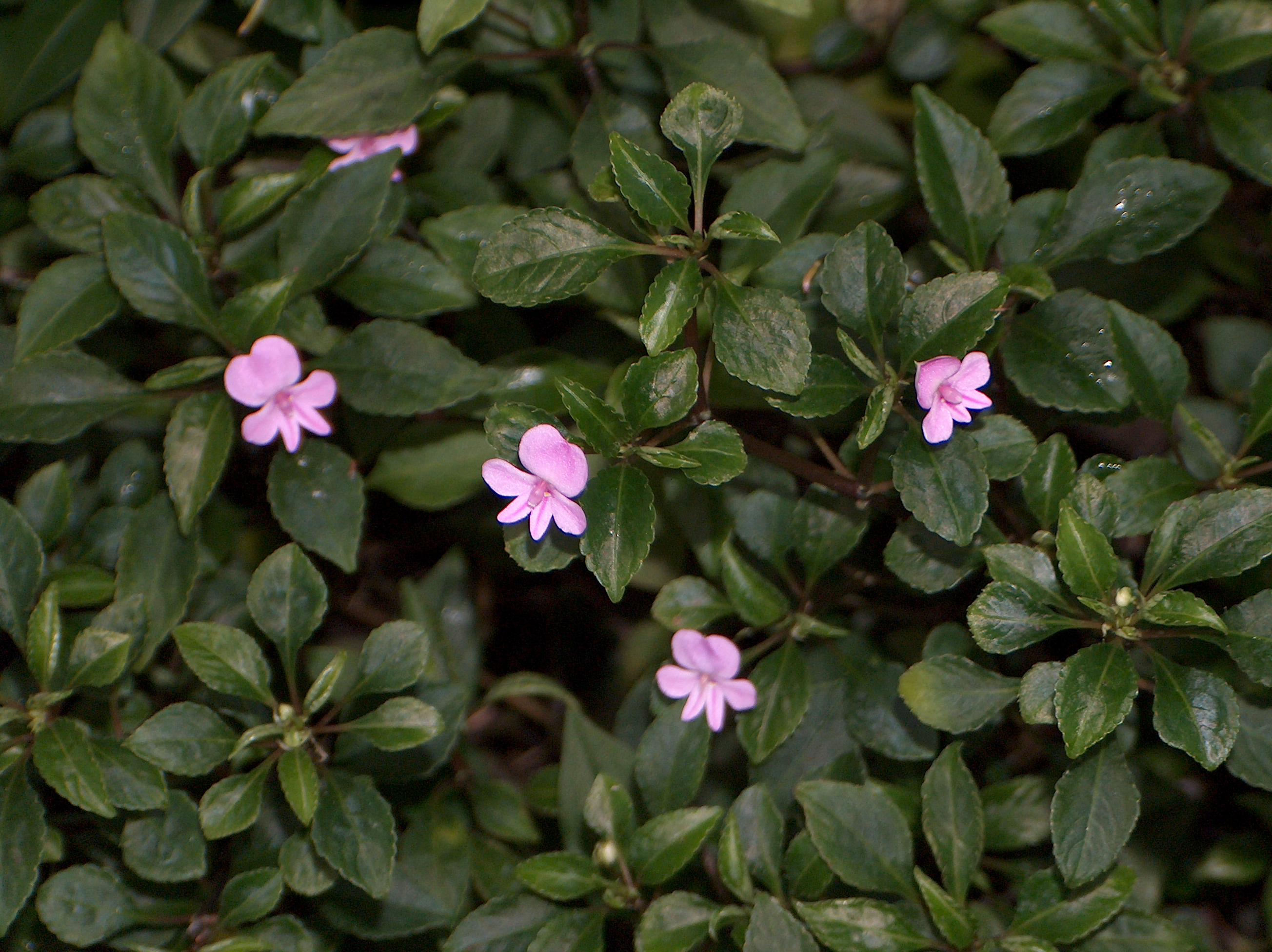
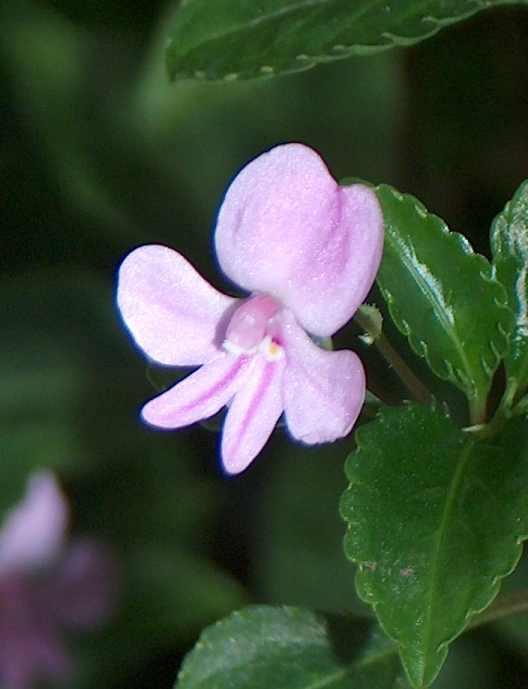
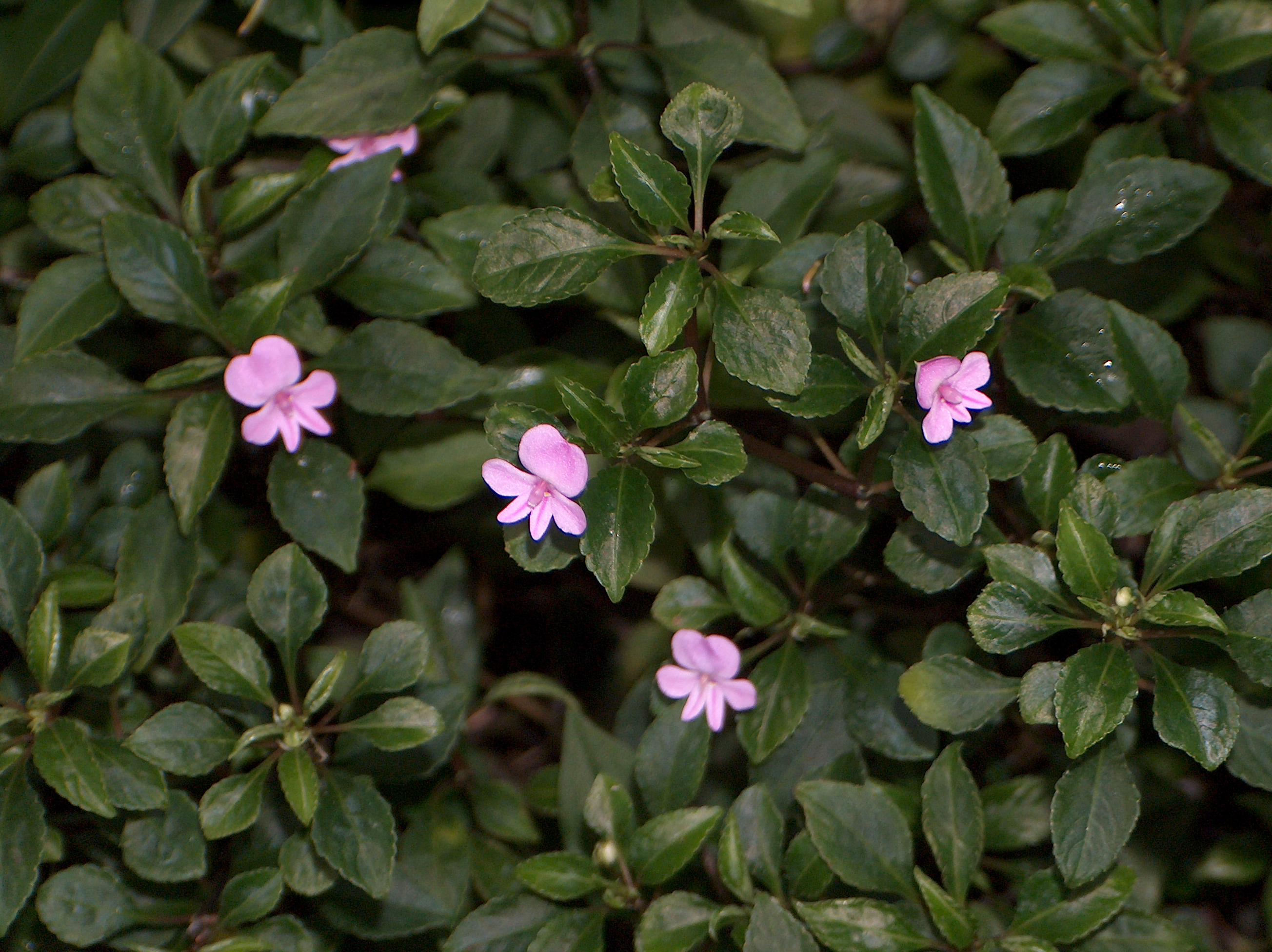